# Рапото IV фон Хам
Рапото IV фон Хам (на немски: Rapoto IV von Cham; † 15 октомври 1080, Хоенмьолзен) от богатата фамилия Диполдинги-Рапотони, е граф на Пасау и Хам (1059 – 1080) и Горен Траунгау, фогт на „Св. Емерам“.

## Биография
Той е син на граф Диполд I фон Фобург, Аугстгау и Горен Траунгау, маркграф на Хам-Фобург († сл. 1060), и съпругата му фон Швайнфурт, дъщеря на маркграф Хайнрих фон Швайнфурт († 1017) и Герберга фон Глайберг († сл. 1036). Внук е на Рапото II († сл. 1013/ок. 1020) граф на Горен Траунгау († сл. 1013) и съпругата му фон Дилинген. Роднина е на епископ Свети Улрих Аугсбургски († 973). Брат е на Диполд II фон Фобург († 1078, битка при Мелрихщат), маркграф в Нордгау и Гинген, женен за Луитгард фон Церинген († 1119). Сестра му Матилда фон Фобург († 1092) е омъжена за граф Фридрих I фон Тенглинг († 1071).
Рапото IV подарява ок. 1050 г. със съпругата си Матилда фон Велс-Ламбах построената на негова територия църква в Ернстбрун, Долна Австрия, на епископа на Пасау.
Той е убит на 15 октомври 1080 г. в битката при Хоенмьолсен на Груне на страната на императора.

## Фамилия
Първи брак: с Матилда фон Велс-Ламбах, дъщеря на граф Арнолд II фон Формбах-Ламбах († 1050) и Регила фон Вердюн/или Регинлинда фон Кастл, внучка на херцог Херман IV от Швабия († 1038), дъщеря на граф Херман I фон Кастл († 27 януари 1056) и Хазига от Дисен-Шайерн († 1104). Те имат един син:
- Херман фон Хам/Фобург († 18 март 1133), епископ на Аугсбург (1096 – 1133)

Втори брак: с Матилда от Химгау († пр. 1075) дъщеря на граф Зигхард VII († 1044) от род Зигхардинги и съпругата му Пилихилд от Андекс († 1075). Те имат децата:
- Рапото V († 14 април 1099), пфалцграф на Бавария (1086 – 1099) и граф на Хам (1080 – 1099), женен за Елизабет от Лотарингия
- Улрих фон Пасау († 20 или 24 февруари † 1099), от 1078 г. бургграф на Пасау, женен за Аделхайд фон Лехсгемюнд-Меглинг-Фронтенхаузен
- Матилда фон Хам († сл. 1125), омъжена за граф Улрих III фон Рателберг-Виндберг († 1097)

Той има и една дъщеря:
- Хадвиг фон Хам, омъжена за граф Волфрам II фон Абенберг († сл. 1116)